# Dvärgbeckasin
Dvärgbeckasin (Lymnocryptes minimus) är en fågel som tillhör familjen snäppor. Den häckar på myrar från norra Skandinavien österut till östra Ryssland. Vintertid flyttar den till ett stort område från södra Europa till Sydostasien samt i Centralafrika. Trots sin relativa likhet med enkelbeckasin och dubbelbeckasin förs den som ensam art till det egna släktet Lymnocryptes och genetiska studier visar att den istället står närmast morkullor. IUCN kategoriserar den som livskraftig. 

## Utseende
Dvärgbeckasinen är bara två tredjedelar så stor som enkelbeckasinen och har mycket kortare näbb. Den mäter 18 till 20 centimeter, inklusive näbb, och den har ett vingspann på 33 till 36 centimeter. Precis som de båda andra svenska beckasinerna har den en fjäderdräkt som går i beige, vitt, brunt och svart och som de båda andra har den ett beige- och svartrandat ansikte men dess "mittbena" är, till skillnad från de båda andra, mörk. I flykten ser man att den har trubbigare vingspetsar är enkelbeckasinen, spetsig stjärt utan något vitt och den flyger mindre ryckigt än enkelbeckasinen.

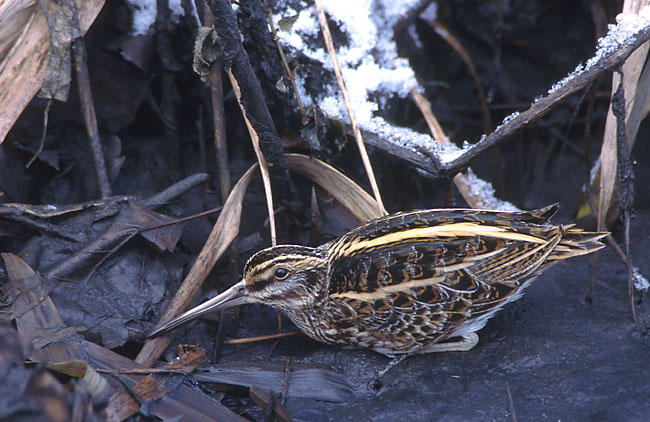
Adult i vinterkvarter.
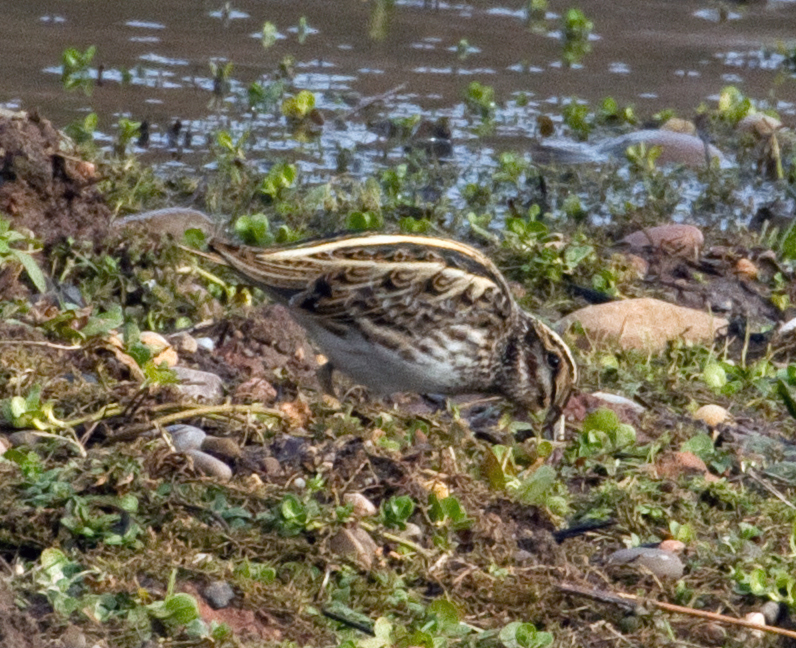
Födosökande.
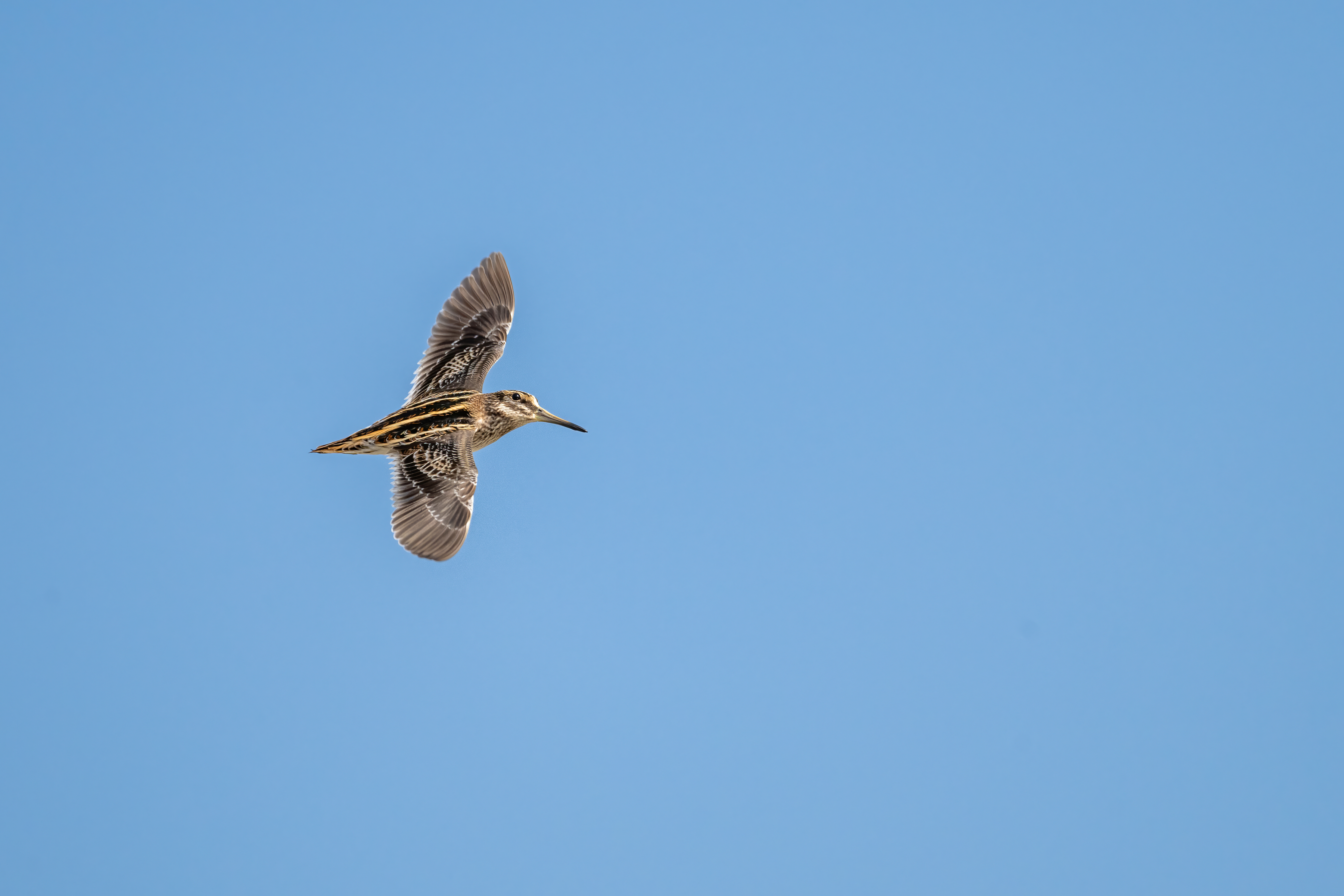
I flykten.

## Läte
Dvärgbeckasinen har ett säreget spelläte som yttras i flykten, ett ihåligt och svårlokaliserat åtta sekunder långt "ogogåck-ogogåck-ogogåck...", följt av skrovliga och sisande ljud. Det har liknats vid en avlägset galopperande häst. Lätet hörs sällan, ett dämpat "gätj" när den skräms upp.

## Utbredning
Dvärgbeckasinen är en flyttfågel som med bara få undantag häckar i de nordliga delarna av Norge, Sverige, Finland och Ryssland så långt österut som till Kolyma. Den övervintrar från Storbritannien och Danmark och vidare söderut utmed europeiska Atlant- och Medelhavskusten, i norra Afrika och över ett stort område i Centralafrika söder om Sahara, vidare österut lokalt på Arabiska halvön, lokalt genom södra Asien, Indien och Sydostasien så långt österut som Hongkong.
Tillfälligt har dvärgbeckasinen påträffats även i Nordamerika, dels på Newfoundland, dels på västen i Alaska, Oregon och Kalifornien. Fynd finns även från Barbados i Västindien.

### Förekomst i Sverige
I Sverige häckar dvärgbeckasinen i princip enbart på våta myrar från norra Dalarna till Torne lappmark samt i nordvästra Västerbotten och Norrbotten. Ett mycket litet och minskande bestånd finns troligen även i södra Sverige, utöver enstaka oregelbundna häckningar i nordöstra Skåne, Halland och Uppland huvudsakligen i sydvästra Småland.
Dvärgbeckasinen flyttar åt sydväst i oktober–november, de flesta förmodligen till Västeuropa, mer tillfälligt i södra Sverige. Dvärgbeckasinen återvänder till södra Sverige i mars, men sträcket kulminerar i månadsskiftet april–maj och kan då ibland noteras spela på rastlokaler.

## Systematik
Dvärgbeckasinen behandlas som monotypisk, det vill säga att den inte delas in i några underarter. Resultat från genetiska studier visar att den sannolikt är systerart till morkullorna i Scolopax.

## Ekologi
Dvärgbeckasinen häckar på blöta myrar i taigaområden och rastar och övervintrar i fuktiga områden med tuvig betesmark med mindre vattensamlingar, vid slättsjöar, diken och strandängar. Den födosöker i mjuk lera där den använder sin långa näbb för att plocka upp, eller gräva upp byten. Den lever främst av insekter och maskar men även växtdelar. När den gående födosöker gungar den snabbt på framkroppen som en symaskin.
Under häckningsperiodens inledningsskede uppvaktar hanen honan med spelflykt, en snabb, lång och flack dykning tillsammans med en ihåligt och svårlokaliserat läte som påminner om en häst som galopperar på avstånd. Vintertid är den tyst. Den placerar sitt väl dolda rede på marken och lägger tre till fyra ägg.

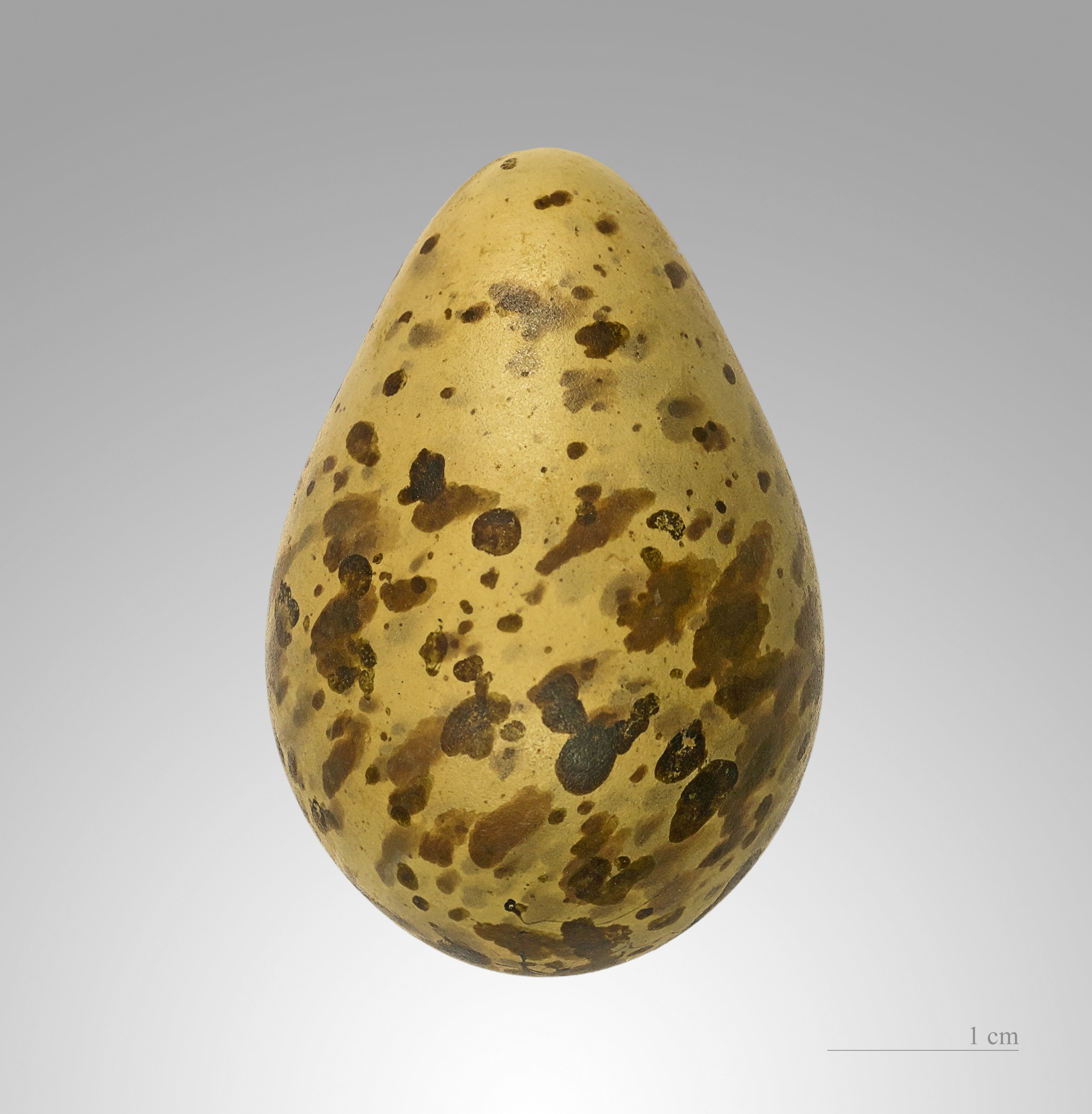
Ägg av dvärgbeckasin.

Dvärgbeckasinen trycker mycket hårt och den flyger upp, och då oftast utan något läte, först när man nästan trampar på den. Dock brukar den inte flyga iväg så långt utan landar ganska snart igen.

## Dvärgbeckasinen och människan

### Status och hot
Dvärgbeckasinen häckar över ett mycket stort område som uppskattas till cirka 7,6 miljoner kvadratkilometer och har en global population som överstiger en miljon individer. Populationsutveckling bedöms som stabil. Detta sammantaget gör att internationella naturvårdsunionen IUCN kategoriserar arten som livskraftig (LC).
Även i Sverige anses beståndet vara stabilt och livskraftigt. Den lilla sydsvenska populationen i Småland har dock minskat kraftigt, från högst 100 revir 1970, till troligen 20–30 revir vid en inventering 1990. Därefter har antalet rapporter varit mycket få och beståndet kan ha minskat ytterligare. I Sverige tros 6 000–12 000 par häcka, i Finland 4 000–8 000 och i Norge 1 000–5 000 par. Nya undersökningar öster om Östersjön visar att mindre bestånd fortfarande finns i Polen, Litauen, Lettland och Estland.

### Taxonomi och namn
Dvärgbeckasinen beskrevs 1764 av danske zoologen Morten Thrane Brünnich under protonymet Scolopax minimus, utifrån ett specimen insamlat på Christiansö. Den fördes senare till släktet Lymnocryptes som myntades av Heinrich Boie 1826. Det vetenskapliga släktesnamnet Lymnocryptes betyder "gömd i våtmark" efter grekiskans limne för "våtmark" och kruptos ("gömd"). Artnamnet minimus är latin och betyder "minst".
På svenska kallades dvärgbeckasinen förr halvenkel beckasin. Andra mindre vanliga, äldre namn är halvbeckasin och hårsnäppa.